# Phlogophora rostrifera
Phlogophora rostrifera là một loài bướm đêm trong họ Noctuidae.